# 保衛格

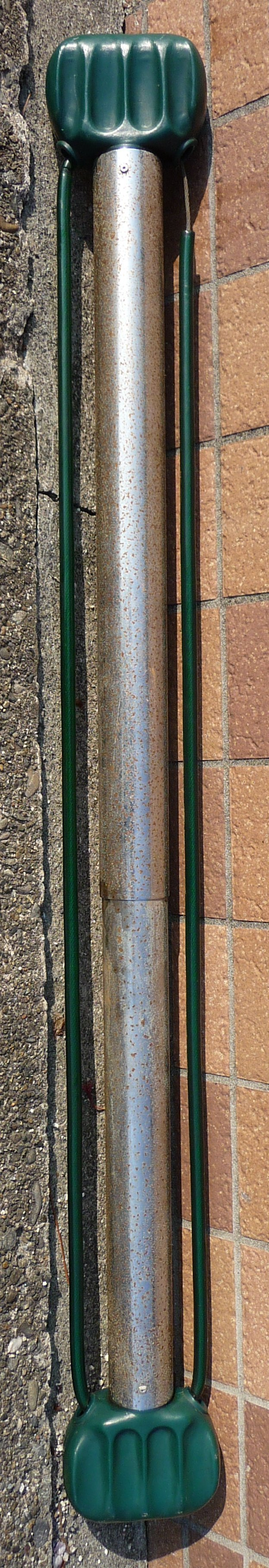
60年代的保衛格

保衛格(Bullworker)是一種用於力量訓練的健身器材，於20世紀60年代初開始推出市場。設計師兼專利權擁有者是德國發明家Gert F. Kölbel。
20世紀80年代，香港及臺灣普遍把Bullworker音譯為「保衛格」。目前也有人稱Bullworker為「健身彈力棒」，然而「健身彈力棒」一詞並不只於用指涉Bullworker，也有用於指稱其他別的健身器材。